# گو چی‌لین
گو چی‌لین (چینی: 郭麒麟؛ زادهٔ ۸ فوریه ۱۹۹۶) بازیگر اهل چین است. او به خاطر ایفای نقش در مجموعه‌های تلویزیونی لذت زندگی و شوهر قهرمان من شناخته می‌شود.

## انسان‌دوستی
در ۲۱ ژوئیه ۲۰۲۱، گو مبلغ ۱ میلیون یوآن به انجمن صلیب سرخ ژنگ‌ژو به دلیل فاجعهٔ سیل اهدا کرد.

## فیلم‌شناسی

### فیلم
| سال  | عنوان               | نقش           | منابع         |
| ---- | ------------------- | ------------- | ------------- |
| ۲۰۱۷ | خوشبختی ما          | فنگ چیان‌چنگ   | [ ۷ ]         |
| ۲۰۱۸ | چهره‌های ژن من       | وانگ بائوبائو | [ ۸ ]         |
| ۲۰۱۹ | آزادی               | لیائو فنگ     | [ ۹ ]         |
| ۲۰۱۹ | مهربان              | اید           | [ ۱۰ ]        |
| ۲۰۲۲ | بزرگ‌ترین بابای جهان | ما مو         | [ ۱۱ ]        |
| ۲۰۲۳ | سوار شو             | لو نای‌هوا     | [ ۱۲ ] [ ۱۳ ] |

### مجموعه تلویزیونی
| سال  | عنوان                 | نقش      | منابع  |
| ---- | --------------------- | -------- | ------ |
| ۲۰۱۷ | کافه جنگل بزرگ        | گو دالین | [ ۱۴ ] |
| ۲۰۱۸ | Give Me a Chick at 18 | چیو شویی | [ ۱۵ ] |
| ۲۰۱۹ | لذت زندگی             | فن سی‌ژه  | [ ۱۶ ] |
| ۲۰۲۱ | شوهر قهرمان من        | نینگ یی  | [ ۴ ]  |